# Caedwalla del Wessex
Caedwalla (659 circa – Roma, 20 aprile 689) (in italiano Cedoaldo, in latino Cedoal) fu Re del Wessex dal 685 al 688 e conquistò la maggior parte dell'Inghilterra meridionale.
Esiliato da giovane, attaccò con successo i Sassoni del sud e uccise il loro re, Æthelwealh; tuttavia, non potendo mantenere il controllo del Sussex, fu scacciato dagli ealdorman di Æthelwealh. Successivamente, ascese al trono del Wessex e condusse una nuova campagna militare contro il regno del Sussex, prendendone definitivamente il controllo. In seguito conquistò l'isola di Wight e, con due campagne militari, ridusse sotto il proprio dominio anche il Kent.

## Storia

### Fonti
La principale fonte riguardo agli eventi avvenuti nel Wessex è l'Historia ecclesiastica gentis Anglorum, scritta attorno al 731 da Beda il Venerabile. In essa il monaco inglese raccolse numerose informazioni riguardo Caedwalla, fornitegli dal vescovo Daniel di Winchester; infatti, raccogliendo informazioni riguardo alla cristianizzazione del Wessex, Beda rintracciò informazioni anche riguardo Caedwalla. Altre informazioni riguardo Caedwalla sono contenute nella contemporanea Vita Sancti Wilfrithi, scritta da Stephen di Ripton, o forse da Eddius Stephanus, nella Cronaca anglosassone e nella lista di re e dei loro reami nota come Lista genealogica dei re del Wessex. Ulteriori informazioni sono rintracciabili in sei carte, non del tutto ritenute autentiche; si tratta di documenti che testimoniavano le concessioni rilasciate dai sovrani alla Chiesa.

### Il Wessex prima nel 680

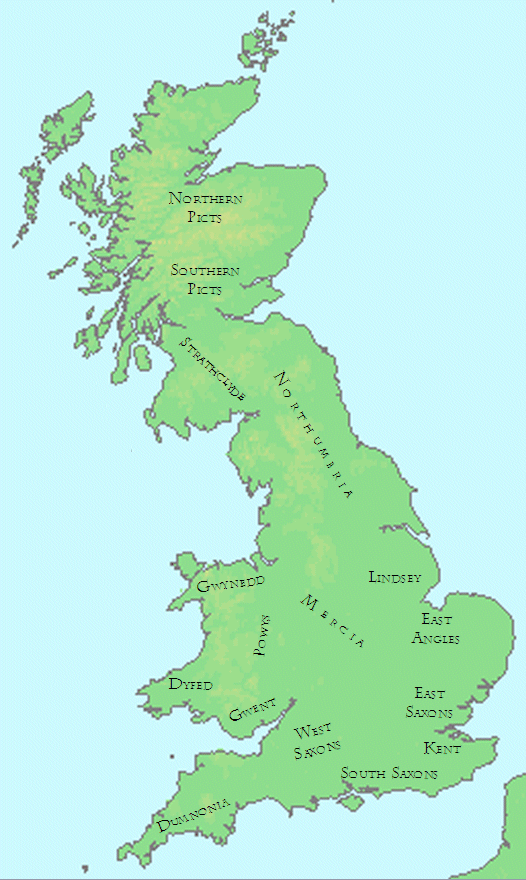
I regni britannici nel VII secolo

Sul finire del VII secolo i sassoni occidentali occuparono un'area ad ovest dell'Inghilterra meridionale, sebbene gli esatti confini di tale territorio siano difficilmente definibili. Ad occidente di tale zona si trovava il regno di Dumnonia, a nord il regno di Mercia, a sud-ovest il regno del Sussex e ad est i sassoni orientali, che controllavano Londra.
Non tutti i luoghi menzionati nella Cronaca possono essere individuati, tuttavia è evidente che i sassoni occidentali stessero combattendo nel Somerset settentrionale, nel sud Glouchestershire e nel nord Wiltshire, confliggendo con gli oppositori britannici e della Mercia. Da ovest a sud, prove dell'ingente influenza dei sassoni occidentali è messa in evidenza dal fatto che Cenwalh, che regnò dal 642 al 673, è ricordato come il primo patrono sassone dell'abbazia di Sherborne; similarmente, Centwine (676-685), è il primo patrono sassone di Glastonbury.

## Biografia

### Antenati
Beda dichiara che Caedwalla era "il giovane audace uomo della casa reale di Gewissæ" e riferisce che morì nel 689 all'età di trent'anni, mentre dice che era nato nel 659. Parallelamente il nome tribale "Gewisse", è utilizzato da Beda come equivalente di "sassone occidentale": le genealogie dei sassoni occidentali rialgono ad un personaggio leggendario, "Gewis". Secondo la Cronaca anglosassone, Caedwalla era figlio di Coenberht, discendente di Ceawlin attraverso Cerdic, che era stato il primo dei Gewisse ad essere sbarcato in Inghilterra.
Comunque, sembra che le maggiori difficoltà e contraddizioni nella Lista genealogica dei re sono causati parzialmente dagli sforzi degli scrivani successivi di dimostrare che ciascun re della Lista discendesse da Cerdic; così la genealogia di Caedwalla dev'essere trattata con cautela. Il suo nome è un'anglicizzazione del nome gallese "Cadwallon", che indica una plausibile origine gallese.

### Prima campagna in Sussex
Nella Vita Sancti Wilfrithi, Caedwalla è descritto come un nobile esiliato nelle foreste di Chiltern e di Andred. Secondo la Cronaca anglosassone, nel 685 Caedwalla "iniziò a battersi per il regno". Malgrado l'esilio, fu capace di raccogliere un numero sufficiente di uomini per sconfiggere Æthelwealh, re del Sussex. Caedwalla fu tuttavia scacciato da Berthun ed Andhun, ealdormen di Æthelwealh, "che da quel momento in poi amministrarono il paese", presumibilmente come sovrani.
Secondo la Cronaca anglosassone, nel 661 l'isola di Wight e la valle del fiume Meon furono condotte sotto il controllo di Æthelwealh da Wulfhere, sebbene secondo Beda ciò sarebbe avvenuto "non molto prima" dell'attacco di Wilfrid ai sassoni del sud (689). Se dunque tali avvenimenti fossero avvenuti attorno al 680, l'aggressione di Caedwalla ai danni di Æthelwealh potrebbe essere interpretata come una risposta alle pressioni del regno di Mercia.
I successi militari di Caedwalla sono stati addotti come ragione del fatto che, contemporaneamente ad essi, il termine "sassone occidentale" stesse soppiantando la parola "Gewisse" nelle fonti contemporanee; infatti, è in questo periodo che i sassoni occidentali iniziano ad esercitare un notevole controllo sulle altre genti anglosassoni.

### Ascesa al trono e regno

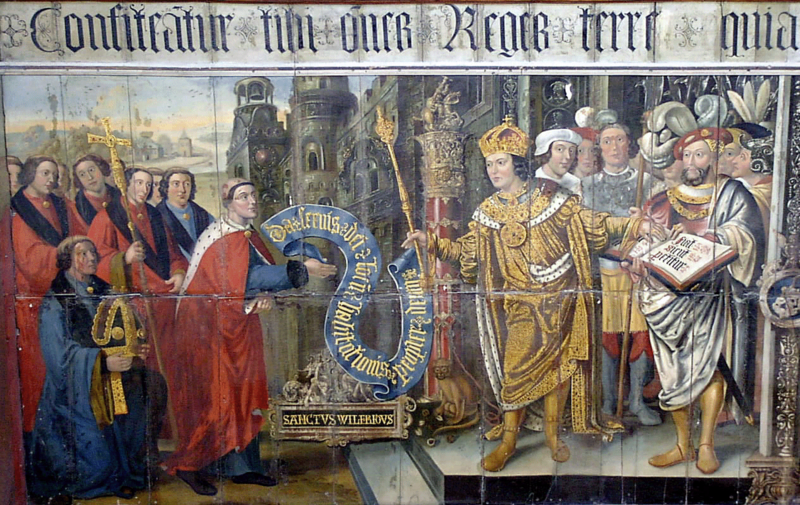
Raffigurazione del re Caedwalla del XVI secolo ad opera di Lambert Barnard, in cui il sovrano è raffigurato nell'atto di fare una concessione terriera a san Wilfrid

Beda narra di come, precedentemente al regno di Caedwalla, il Wessex fosse dominato da alcuni re minori, che furono sconfitti e rimossi quando Caedwalla salì al trono. Ciò indica che presumibilmente fu Caedwalla stesso a scacciarli, sebbene Beda non lo riferisca direttamente. Bisogna tuttavia ricordare che, secondo Beda, tali re minori sarebbero ascesi al potere durante il decennio dopo la morte di Cenwalh; si è dunque ipotizzato che il predecessore di Caedwalla, Centwine, abbia ridotto sotto di sé i vari re minori mentre si preparava l'ascesa al trono di Caedwalla stesso. È stato anche supposto che i cosiddetti re minori fossero in realtà i membri di un casato in competizione con quello di Centwine e Caedwalla, tanto che la definizione stessa di re minori tramandataci da Beda sia dovuta al parteggiamento del vescovo Daniel di Winchester, fonte da cui attinge Beda, per la fazione di Caedwalla.
Non è comunque certo che tutti i re minori fossero stati infine destituiti. È noto infatti che vi fu un re Bealdred, che dominò i territori di Somerset e del Wiltshire occidentale, come testimoniano due concessioni terriere.
Nel 685, o nel 686, Caedwalla divenne re dei sassoni occidentali, succedendo a Centwine, che si era dato alla vita monastica. Secondo Beda, Caedwalla regnò per due anni, mentre nella Lista genealogica dei re è riferito che egli abbia regnato per tre anni.

Una volta divenuto re, Caedwalla attaccò nuovamente i sassoni del sud, assassinando Berthun e "riducendo la provincia in uno stato di dominazione peggiore". Conquistò l'isola di Wight, che era ancora un regno pagano indipendente e ordinò che tutti i nativi del luogo fossero sterminati, affinché egli potesse farvi stabilire le proprie genti. Il re dell'isola, Arwald, vi lasciò i suoi due fratelli minori come eredi; costoro fuggirono dall'isola ma furono scovati a Stoneham, in Hampshire, e assassinati per ordine di Caedwalla, sebbene un prete l'avesse indotto a farli battezzare prima d'ucciderli. Beda afferma inoltre che Caedwalla rimase ferito e che si ristabilì solo quando il prete lo trovò per chiedergli di poterne battezzare il principe.
Il controllo che il re Caedwalla esercitò anche sui territori di Surrey è testimoniato da una carta del 688, in cui egli concedette un appezzamento di terra a Farnham per la costruzione di una cattedrale. Nel 686 invase il Kent, nominandone re suo fratello Mul, che succedette al precedente sovrano, Eadric. In seguito ad una rivolta degli abitanti del Kent, secondo la Cronaca anglosassone il re Mul venne messo al rogo assieme a dodici suoi uomini. Ciò indusse Caedwalla a muovere nuovamente guerra contro il Kent, devastando la regione. Dopo la seconda invasione, si è ipotizzato che ne abbia detenuto il controllo direttamente.

### Abdicazione, battesimo e morte
Nel 688 Caedwalla abdicò e si diresse in pellegrinaggio a Roma, probabilmente prossimo alla morte per via delle ferite riportate nell'isola di Wight. Durante il viaggio sostò in Francia presso Samer, vicino a Calais, dove donò del denaro per l'edificazione di una chiesa; un'altra tappa del pellegrinaggio lo condusse alla corte di Cuniperto, re dei Longobardi. Giunto a Roma, fu battezzato da Papa Sergio I, il sabato prima della Pasqua e prese il nome di Pietro, morendo non molto tempo dopo. Sia Beda che la Cronaca anglosassone affermano che Caedwalla morì il 20 aprile, sebbene quest'ultima fonte riferisca anche che egli morì sette giorni dopo il proprio battesimo, che era il 10 aprile. L'epitaffio sulla sua tomba, scritta dal vescovo di Milano Benedetto, e l'Historia Langobardorum si riferiscono a lui come "Re dei sassoni".

## Caedwalla e il Cristianesimo
Quando salì al trono, Caedwalla non era stato battezzato, e così rimase durante tutto il proprio regno. Sebbene venga talvolta definito come un sovrano pagano, tale definizione non è del tutto corretta; è infatti plausibile che egli, pur procrastinando il proprio battesimo, si ritenesse di fede cristiana. Nella Vita Sancti Wilfrithi è narrato che Caedwalla considerasse come padre spirituale Wilfrid stesso. Fu rispettoso delle istituzioni ecclesiastiche, come testimoniano le numerose concessioni terriere alle parrocchie e quelle per l'edificazione di edifici religiosi. A riprova di ciò, Beda afferma che Caedwalla giurò che avrebbe donato un quarto dell'isola di Wight alla chiesa se l'avesse conquistata e che fu poi Wilfrid a beneficiare della donazione. Ulteriori concessioni furono fatte direttamente a Wilfrid, mentre collaborò con quest'ultimo e con Eorcenwald, vescovo della Sassonia orientale, per edificare infrastrutture ecclesiastiche nel Sussex. Tuttavia, non vi sono dati che indichino una qualche influenza di Wilfrid nell'amministrazione politica di Caedwalla o nelle sue campagne militari.

### Fonti primarie
- Bede, Ecclesiastical History of the English People. Translated by Leo Sherley-Price, revised R.E. Latham, ed. D.H. Farmer. London: Penguin, 1990. ISBN 0-14-044565-X
- Swanton, Michael (1996), The Anglo-Saxon Chronicle, New York: Routledge, ISBN 0-415-92129-5

### Fonti storiografiche
- Campbell, James; John, Eric & Wormald, Patrick (1991), The Anglo-Saxons, London: Penguin Books, ISBN 0-14-014395-5
- Hunter Blair, Peter (1966), Roman Britain and Early England: 55 B.C. – A.D. 871, New York: W.W. Norton & Company, ISBN 0-393-00361-2
- Kirby, D. P. (1992), The Earliest English Kings, London: Routledge, ISBN 0-415-09086-5
- Lapidge, Michael (1999), The Blackwell Encyclopedia of Anglo-Saxon England, Oxford: Blackwell Publishing, ISBN 0-631-22492-0
- Stenton, Frank M. (1971), Anglo-Saxon England, Oxford: Clarendon Press, ISBN 0-19-821716-1
- Yorke, Barbara (1990), Kings and Kingdoms of Early Anglo-Saxon England, London: Seaby, ISBN 1-85264-027-8